# Sebastián Ricardo Nayar
Sebastián Ricardo Nayar   (Buenos Aires, 10 de maig de 1988) és un futbolista professional argentí que juga com a migcampista als Victoria Hotspurs.

## Carrera
Nascut a Buenos Aires, Nayar va començar la seva carrera amb l'equip local Boca Juniors, fent una aparició al torneig Clausura de 2008. Després, Nayar va passar a l'equip espanyol Recreativo Huelva al final de la temporada, tot i estar contractat amb Boca. Durant la seva temporada de debut amb el Recreativo, Nayar va jugar 14 partits a la lliga. Més tard, Nayar va fitxar per l'equip colombià Deportivo Cali passant a l'equip mexicà Atlante, abans de tornar a l'Argentina el gener de 2011 amb Aldosivi. El setembre de 2012 es va incorporar a l'Oriola CF.
El gener de 2013 va deixar Orihuela i es va incorporar al San Roque de Lepe. Es va unir al club grec Kerkyra per a la temporada 2013-14. L'11 d'agost de 2015, va signar amb el club de la Lliga grega de futbol AE Larissa. El 17 de febrer de 2016 Nayar va ser expulsat, per falta disciplinària. Cinc dies més tard, el 22 de febrer de 2016, hi va haver un anunci oficial del principal accionista del club Alexis Kougias, afirmant que el jugador finalment romandria a la plantilla de l'equip. El 14 de juliol de 2016, Nayar va abandonar el club de comú acord. El setembre de 2016, Nayar va fitxar pel Panegialios.
El 16 de gener de 2020, Nayar va signar amb Victoria Hotspurs.